# Regió de Posen
La Regió de Posen (en alemany: Regierungsbezirk Posen) va ser una regió administrativa (Regierungsbezirk) del Gran Ducat de Posen, de la província de Posen i posteriorment del Reichsgau de Wartheland. Va existir des del 1815 fins al 1918 i de 1939 a 1945. La seva capital era la ciutat de Posen (Poznań).

## Història
La província es va crear juntament amb el Gran Ducat de Posen que s'havia format després del Congrés de Viena de 1815. Fins al 1848 va formar part del Gran Ducat i posteriorment de la província de Posen, la seva successora.
Com a conseqüència del Tractat de Versalles, després de la derrota alemanya a la Primera Guerra Mundial, la província va desaparèixer i la major part del territori va ser assignat a la Segona República Polonesa.
Després de l'ocupació de Polònia, la regió de Bromberg va ser restablerta dins del Reichsgau de Wartheland, malgrat que el territori no era el mateix que la regió original.
La Regió de Posen va ser dissolta al 1945 després de la derrota de l'Alemanya nazi a la Segona Guerra Mundial i el territori va passar a formar part de la República Popular de Polònia.

## Divisió administrativa (1815-1918)
| Kreise (districtes rurals) | Kreisfreie Städte (districte urbà) |
| --- | ---------------------------------- |

Divisió administrativa de la província de Posen (verd: Bromberg, rosa: Posen)

| 1. Districte d'Adelnau 2. Districte de Birnbaum 3. Districte de Bomst 4. Districte de Fraustadt 5. Districte de Gostyn 6. Districte de Grätz 7. Districte de Jarotschin 8. Districte de Kempen in Posen 9. Districte de Koschmin 10. Districte de Kosten 11. Districte de Krotoschin 12. Districte de Lissa 13. Districte de Meseritz 14. Districte de Neutomischel 15. Districte d'Obornik 16. Districte d'Ostrowo 17. Districte de Pleschen 18. Districte de Posen Oriental 19. Districte de Posen Occidental 20. Districte de Rawitsch 21. Districte de Samter 22. Districte de Schildberg 23. Districte de Schmiegel 24. Districte de Schrimm 25. Districte de Schroda 26. Districte de Schwerin an der Warthe 27. Districte de Wreschen | 1. Posen                           |

## Divisió administrativa (1939-1945)

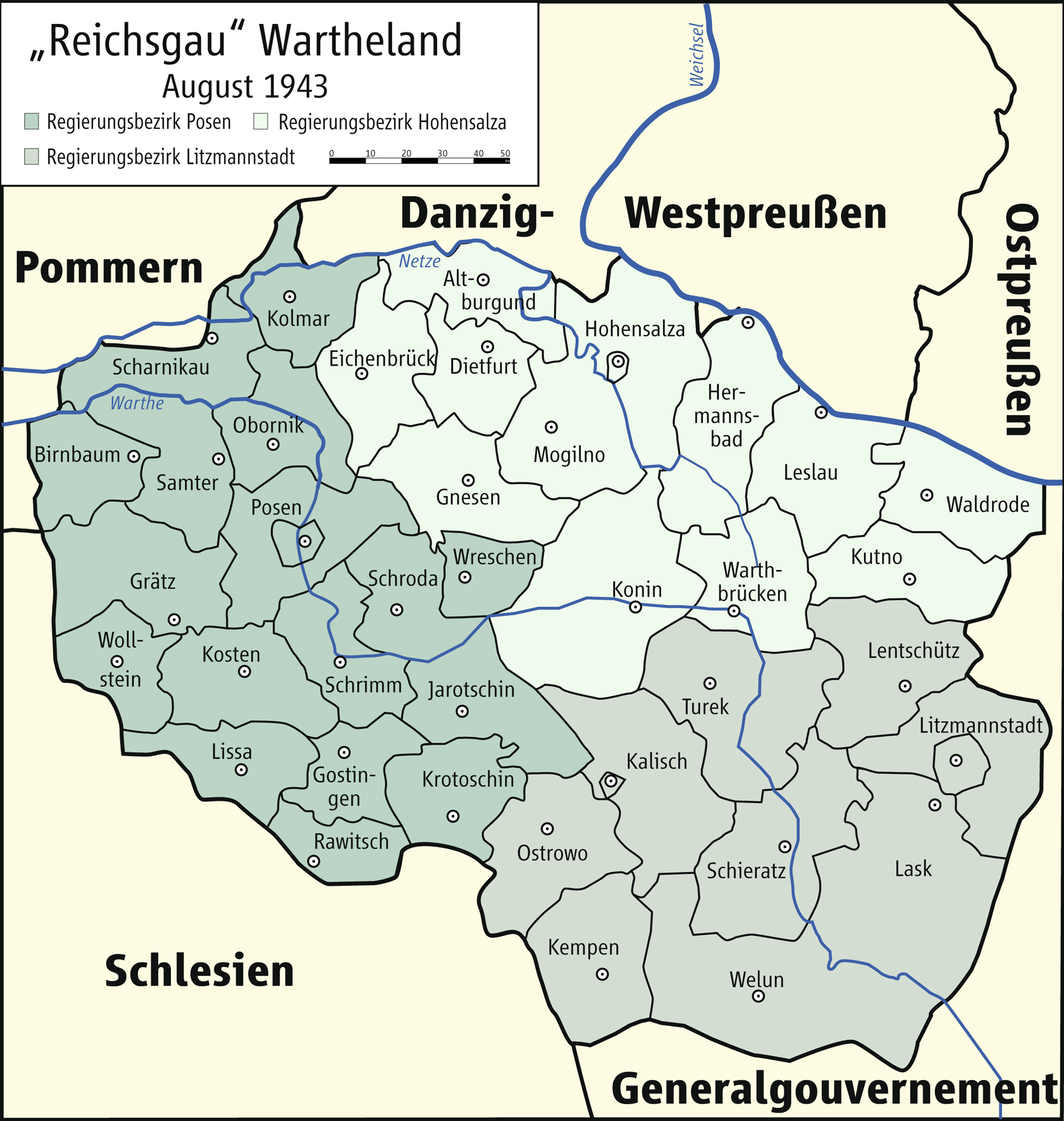
Divisió administrativa del Wartheland

| Kreise (districtes rurals) | Kreisfreie Städte (districte urbà) |
| --- | ---------------------------------- |
| 1. Districte de Birnbaum 2. Districte de Gostingen 3. Districte de Grätz 4. Districte de Jarotschin 5. Districte de Kolmar in Posen 6. Districte de Kosten 7. Districte de Krotoschin 8. Districte de Lissa 9. Districte d'Obornik 10. Districte de Posen 11. Districte de Rawitsch 12. Districte de Samter 13. Districte de Scharnikau 14. Districte de Schrimm 15. Districte de Schroda 16. Districte de Wollstein 17. Districte de Wreschen | 1. Posen                           |